# Український Союз Учасників НСМЕП
Асоціація «Український союз учасників Національної системи масових електронних платежів» — недержавне незалежне неприбуткове некомерційне об'єднання учасників НСМЕП

## Історія
Створено при підтримці Національного банку України в липні 2004 року за ініціативи українських банків — членів та учасників НСМЕП і розробників програмно-технічних засобів платіжної системи.

## Мета діяльності
Основна мета створення Асоціації — сприяння розбудові, поширенню та масовому використанню на території України в умовах відкритої конкуренції з закордонними платіжними системами Національної системи масових електронних платежів.
Асоціація сприяє втіленню в життя рішень, що спрямовані на захист інтересів держави і громадян України в сфері застосування платіжних карток, систем і технологій масових безготівкових розрахунків, захист вітчизняних виробників програмного забезпечення і обладнання, захист інтересів українських банків, що сприяють розвитку національної платіжної системи.